# Mala Mankivka, Mankivka
Mala Mankivka (în ucraineană Мала Маньківка) este un sat în comuna Harkivka din raionul Mankivka, regiunea Cerkasî, Ucraina.

## Demografie
Componența lingvistică a localității Mala Mankivka
     Ucraineană (97,95%)
     Rusă (2,05%)
Conform recensământului din 2001, majoritatea populației localității Mala Mankivka era vorbitoare de ucraineană (97,95%), existând în minoritate și vorbitori de rusă (2,05%).